# 3863 Gilyarovskij
A 3863 Gilyarovskij (ideiglenes jelöléssel 1978 SJ3) a Naprendszer kisbolygóövében található aszteroida. Ljudmilla Vasziljevna Zsuravljova fedezte fel 1978. szeptember 26-án.